# Главные бронхи
Главные бронхи (лат. bronchi principales) — две ветви трахеи, входящие в ворота правого и левого лёгкого.

## Анатомия
Бифуркация трахеи, место разделения её на главные бронхи, располагается на уровне верхнего края V грудного позвонка. У женщин главные бронхи более узкие и короткие, чем у мужчин. Скелет главных бронхов образован неполными хрящевыми кольцами (в правом бронхе их 6—8, в левом 9—12), сзади замыкающимися перепончатой стенкой. Внутренний слой главных бронхов представлен слизистой оболочкой, наружный — соединительнотканной. После прохождения ворот лёгких главные бронхи ветвятся на меньшие диаметром долевые, которые имеют сегментарные ветви. Правый главный бронх формирует верхний, средний и нижний долевые бронхи, левый — верхний и нижний долевые бронхи.
Правый главный бронх направлен более вертикально, он короче и шире левого. Длина правого главного бронха составляет 2—3 см, диаметр 1,5—2,5 см. Над ним проходит непарная вена, направляющаяся к верхней полой вене, здесь же имеются трахеобронхиальные лимфатические узлы. Сзади от правого главного бронха лежит правый блуждающий нерв, задняя правая бронхиальная артерия и грудной проток; спереди — правая лёгочная артерия и перикард, снизу — бифуркационные лимфатические узлы.
Левый главный бронх имеет длину 4—6 см, диаметр 1—2 см. Сверху левый главный бронх граничит с дугой аорты и трахеобронхиальными лимфатическими узлами; сзади — с нисходящей аортой, пищеводом и левым блуждающим нервом; спереди — с левой лёгочной артерией, легочными венами, перикардом; снизу — с бифуркационными лимфатическими узлами.

## Иллюстрации
- Анатомия лёгких
- Трахеобронхиальные лимфатические узлы